# عرشان (جبلة)

تعديل مصدري - تعديل

عرشان هي إحدى قرى عزلة المكتب بمديرية جبلة التابعة لمحافظة إب، بلغ تعداد سكانها 2225 نسمة حسب تعداد اليمن لعام 2004.